# Општина Букошница (Караш-Северин)
Букошница (рум. Bucoşniţa) општина је у Румунији у округу Караш-Северин.
Oпштина се налази на надморској висини од 254 m.